# Шустовы (Кирово-Чепецкий район)
 Шустовы  — деревня в Кирово-Чепецком районе Кировской области в составе Пасеговского сельского поселения.

## География
Расположена на расстоянии примерно 1 км по прямой на северо-запад от центра поселения села Пасегово.

## История
Известна с 1678 года как починок Кирилка Матвеева с 1 двором, в 1764 году 32 жителя. В 1873 году здесь (деревня Кирила Матвеева или Шустовы) отмечено дворов 7 и жителей 51, в 1905 7 и 58, в 1926 (Шустовы или Кириллы Матвеева) 8 и 47, в 1950 6 и 29, в 1989 уже не было постоянных жителей. Ныне имеет дачный характер.

## Население
Постоянное население не было учтено как в 2002 году, так и в 2010.